# 木づかい運動
木づかい運動（きづかいうんどう）とは、平成17年度から林野庁が推進している国産材利用推進のための国民運動。
平成17年4月28日に閣議決定された京都議定書目標達成計画の森林吸収源対策の一環で、地球温暖化防止の観点から国産材の利用を推進している。
キャッチフレーズは「国産材、使って減らそうCO2」。
イメージキャラクター（愛称：「木づかい応援団」）として「プロ野球マスターズリーグ」が委嘱、2008年には、中島朋子さん、須藤元気さん、武田双雲さん、乙葉さんの4名が委嘱された。なお、統一ロゴマークとして「サンキューグリーンスタイルマーク」が制定されている。

## 木づかい推進月間
木づかい推進月間（きづかいすいしんげっかん）とは、林野庁が実施している、国産材の利用拡大に向けた普及啓発活動である「木づかい運動」について集中的な取組みを実施する月間。2005年（平成17年）から実施されている。
これは「十」という字に「八」を組み合わせると漢字の「木」の字になることから10月8日を木の日と定め、それを含む毎年10月を木づかい推進月間とした。それまでは、1977年（昭和52年）より林野庁と木材利用推進中央協議会等が「国有林材PR月間」として実施していた。

## サンキューグリーンスタイルマーク
財団法人日本木材総合情報センターが作成した「木づかい運動」を象徴するロゴマーク。正式名称は「3.9GREENSTYLEマーク」。使用申請は、財団法人日本木材総合情報センター内の木づかい運動事務局で受け付けている。

## サンキューグリーンスタイ
京都議定書における日本の温室効果ガスの排出削減目標である6%の内、3.9%は森林を二酸化炭素の吸収源として認められている。目標達成のために二酸化炭素を吸収してくれる日本の森林に感謝（サンキュー）しながら、目標の3.9%（サンキュー）の達成に向かって、国産材製品を家庭や職場など身近に取り入れるライフスタイル。
サンキューグリーンスタイルは「木づかい運動」の一環として提案されている。
正式名称は「3.9GREENSTYLE」。